# Milt Hinton
Milt Hinton (23. juni 1910 i Mississippi – 19. december 2000 i New York City, USA) var en amerikansk jazz-bassist.
Hinton er blevet kaldt for faderen på jazz-kontrabassen. Han har spillet med Art Tatum, Dizzy Gillespie, Clark Terry, Count Basie, Louis Armstrong, Lionel Hampton, Benny Goodman og Branford Marsalis. Hinton mestrede både kontrabassen og elbassen, og spillede både jazz og klassisk musik. Beherskede både at spille med bue og stryge på bas.
 Der er for få eller ingen kildehenvisninger i denne artikel, hvilket er et problem. Du kan hjælpe ved at angive troværdige kilder til de påstande, som fremføres i artiklen.